# Kurt von Schleicher
Kurt Ferdinand Friedrich Hermann von Schleicher (pronunciado [ˈkʊʁt fɔn ˈʃlaɪçɐ] (escutarⓘ); 7 de abril de 1882 – 30 de junho de 1934) foi um general alemão e o penúltimo chanceler da Alemanha durante a República de Weimar. Rival de poder com Adolf Hitler, Schleicher foi assassinado pelas SS de Hitler durante a Noite das Facas Longas em 1934.
Schleicher nasceu em uma família de militares em Brandenburg an der Havel, em 7 de abril de 1882. Entrando no Exército Prussiano como tenente em 1900, ele se tornou oficial do Estado-Maior no Departamento Ferroviário do Estado-Maior Alemão e serviu no Estado-Maior do Comando Supremo do Exército durante a Primeira Guerra Mundial. Schleicher serviu como elemento de ligação entre o Exército e a nova República de Weimar durante a Revolução Alemã de 1918-1919. Um ator importante nos esforços do Reichswehr para evitar as restrições do Tratado de Versalhes, Schleicher subiu ao poder como chefe do Departamento das Forças Armadas do Reichswehr e foi um conselheiro próximo do presidente Paul von Hindenburg de 1926 em diante. Após a nomeação de seu mentor Wilhelm Groener como Ministro da Defesa em 1928, Schleicher tornou-se chefe do Gabinete de Assuntos Ministeriais (Ministeramt) do Ministério da Defesa em 1929. Em 1930, ele desempenhou um papel fundamental na derrubada do governo de Hermann Müller e na nomeação de Heinrich Brüning como Chanceler. Ele alistou os serviços da SA do Partido Nazista como força auxiliar do Reichswehr de 1931 em diante.
A partir de 1932, Schleicher serviu como Ministro da Defesa no gabinete de Franz von Papen. Schleicher organizou a queda de Papen e o sucedeu como Chanceler em 3 de dezembro. Durante seu breve mandato, Schleicher negociou com Gregor Strasser uma possível deserção deste último do Partido Nazista, mas o plano foi abandonado. Schleicher tentou "domesticar" Hitler para que cooperasse com seu governo, ameaçando-o com uma aliança de partidos antinazistas, a chamada Querfront ("frente cruzada"). Hitler recusou-se a abandonar a sua reivindicação à chancelaria e o plano de Schleicher falhou. Schleicher propôs então a Hindenburg que este dispersasse o Reichstag e governasse como um ditador de facto, um curso de ação que Hindenburg rejeitou.
Em 28 de janeiro de 1933, enfrentando um impasse político e a deterioração da saúde, Schleicher renunciou e recomendou a nomeação de Hitler em seu lugar. Schleicher procurou retornar à política explorando as divisões entre Ernst Röhm e Hitler, mas em 30 de junho de 1934 ele e sua esposa Elisabeth foram assassinados por ordem de Hitler durante a Noite das Facas Longas.

## Biografia

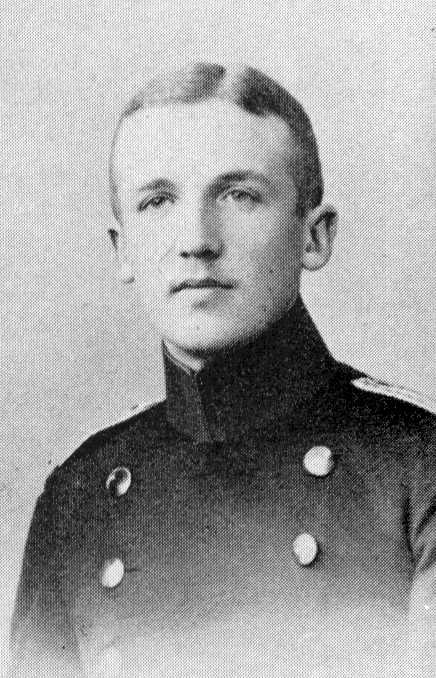
Schleicher em 1900

Kurt von Schleicher nasceu em Brandenburg an der Havel, filho do oficial prussiano e nobre Hermann Friedrich Ferdinand von Schleicher (1853-1906) e filha de um rico armador da Prússia Oriental, Magdalena Heyn (1857-1939). Ele tinha uma irmã mais velha, Thennelda Luise Amalie Magdalene (1879–1955), e um irmão mais novo, Ludwig-Ferdinand Friedrich (1884–1923). Em 28 de julho de 1931, Schleicher casou-se com Elisabeth von Schleicher, filha do general prussiano Victor von Hennigs. Ela já havia sido casada com o primo de Schleicher, Bogislav von Schleicher, de quem se divorciou em 4 de maio de 1931.
Ele estudou no Hauptkadettenanstalt em Lichterfelde de 1896 a 1900. Ele foi promovido a Leutnant em 22 de março de 1900 e designado para a 3ª Guarda de Infantaria, onde fez amizade com outros oficiais subalternos Oskar von Hindenburg, Kurt von Hammerstein-Equord e Erich von Manstein.  De 1º de novembro de 1906 a 31 de outubro de 1909, serviu como ajudante do batalhão de fuzileiros de seu regimento.
Após sua nomeação como Oberleutnant em 18 de outubro de 1909, foi designado para a Academia Militar da Prússia, onde conheceu Franz von Papen. Após se formar em 24 de setembro de 1913, foi designado para o Estado-Maior Alemão, onde ingressou no Departamento Ferroviário a seu próprio pedido. Ele logo se tornou protegido de seu superior imediato, o tenente-coronel Wilhelm Groener. Schleicher foi promovido a capitão em 18 de dezembro de 1913.

## Primeira Guerra Mundial
Após a eclosão da Primeira Guerra Mundial, Schleicher foi designado para o Estado-Maior do Comando Supremo do Exército. Durante a Batalha de Verdun, ele escreveu um manuscrito criticando os lucros da guerra em certos setores industriais, causando sensação e ganhando a aprovação do presidente do Partido Social-Democrata da Alemanha (SPD), Friedrich Ebert, e uma reputação de liberal. De novembro de 1916 a maio de 1917, Schleicher serviu no Kriegsamt (Gabinete de Guerra), uma agência encarregada de administrar a economia de guerra liderada por Groener.
A única missão de Schleicher na linha de frente foi como Chefe do Estado-Maior da 237ª Divisão na Frente Oriental, de 23 de maio de 1917 a meados de agosto de 1917, durante a Ofensiva de Kerensky. Ele serviu o resto da guerra no Comando Supremo do Exército. Ele foi promovido a major em 15 de julho de 1918. Após o colapso do esforço de guerra alemão a partir de agosto de 1918, o patrono de Schleicher, Groener, foi nomeado Erster Generalquartiermeister e assumiu o comando de facto do Exército Alemão em 29 de outubro de 1918. Como assistente de confiança de Groener, Schleicher tornou-se um elemento de ligação crucial entre as autoridades civis e militares.

## Serviço militar após a Primeira Guerra Mundial

### Revolução Alemã
Após a Revolução de Novembro de 1918, a situação dos militares alemães era precária. Em dezembro de 1918, Schleicher entregou um ultimato a Friedrich Ebert em nome de Paul von Hindenburg exigindo que o governo provisório alemão permitisse que o Exército esmagasse a Liga Espartaquista ou o Exército faria essa tarefa sozinho.
Durante as negociações que se seguiram com o gabinete alemão, Schleicher conseguiu obter permissão para permitir o retorno do Exército a Berlim. Em 23 de dezembro de 1918, o governo provisório sob Ebert foi atacado pela divisão de esquerda radical Volksmarinedivision. Schleicher desempenhou um papel fundamental na negociação do pacto Ebert-Groener. Em troca de concordar em enviar ajuda ao governo, Schleicher conseguiu obter o consentimento de Ebert para que o Exército pudesse manter a sua autonomia política como um "estado dentro do estado".
Para esmagar os rebeldes de esquerda, Schleicher ajudou a fundar os Freikorps no início de janeiro de 1919.  O papel de Schleicher para o resto da República de Weimar era servir como mediador político do Reichswehr, que garantiria que os interesses militares seriam protegidos.

### Década de 1920

#### Contatos com a União Soviética
No início da década de 1920, Schleicher emergiu como um importante protegido do general Hans von Seeckt, que muitas vezes atribuía a Schleicher tarefas delicadas. Na primavera de 1921, Seeckt criou um grupo secreto dentro do Reichswehr conhecido como Sondergruppe R, cuja tarefa era trabalhar com o Exército Vermelho na sua luta comum contra o sistema internacional estabelecido pelo Tratado de Versalhes. Schleicher elaborou os acordos com Leonid Krasin para a ajuda alemã à indústria armamentista soviética. A ajuda financeira e tecnológica alemã na construção da indústria foi trocada pelo apoio soviético para ajudar a Alemanha a contornar as cláusulas de desarmamento do Tratado de Versalhes. Schleicher criou várias corporações fictícias, mais notavelmente a GEFU (Gesellschaft zur Förderung gewerblicher Unternehmungen, "Empresa para a Promoção da Empresa Industrial"), que canalizou 75 milhões de Reichsmarks, na indústria de armas soviética no final de 1923.

#### Reichswehr Negro
Ao mesmo tempo, uma equipe do Sondergruppe R composta por Schleicher, Eugen Ott, Fedor von Bock e Kurt von Hammerstein-Equord formou a ligação com o Major Bruno Ernst Buchrucker, que liderou os chamados Arbeits-Kommandos (Comandos de Trabalho), oficialmente um grupo de trabalho destinado a ajudar em projetos civis, mas na realidade uma força de soldados. Esta ficção permitiu à Alemanha ultrapassar os limites do efetivo militar estabelecidos pelo Tratado de Versalhes. O chamado Reichswehr Negro de Buchrucker tornou-se famoso pela sua prática de assassinar todos os alemães suspeitos de trabalhar como informantes para a Comissão de Controlo Aliada, que era responsável por garantir que a Alemanha cumprisse a Parte V do Tratado de Versalhes.
Os assassinatos perpetrados pelo “Reichswehr Negro” foram justificados sob o chamado sistema Femegerichte (tribunal secreto), no qual alegados traidores eram mortos depois de serem “condenados” em “julgamentos” secretos dos quais as vítimas desconheciam. Estas mortes foram ordenadas por oficiais do Sondergruppe R como a melhor forma de neutralizar os esforços da Comissão Aliada de Controlo.
Schleicher cometeu perjúrio várias vezes sob juramento no tribunal quando negou que o Reichswehr tivesse algo a ver com o " Reichswehr Negro" ou com os assassinatos que eles cometeram. Numa carta secreta enviada ao presidente da Suprema Corte Alemã, que estava julgando um membro do Reichswehr Negro por assassinato, Seeckt admitiu que o Reichswehr Negro era controlado pelo Reichswehr, e alegou que os assassinatos foram justificados pela luta contra Versalhes; o tribunal deve, portanto, absolver o réu. Embora Seeckt não gostasse de Schleicher, ele apreciava sua sutileza política e passou cada vez mais a atribuir tarefas a Schleicher para lidar com políticos.

#### Papel político-militar na República de Weimar
Apesar do patrocínio de Seeckt, foi Schleicher quem provocou a queda do primeiro em 1926, ao divulgar o fato de que Seeckt havia convidado o ex-príncipe herdeiro para participar de manobras militares. Após a queda de Seeckt, Schleicher tornou-se, nas palavras de Andreas Hillgruber, "de fato, se não em nome, [o] chefe político-militar do Reichswehr ". O triunfo de Schleicher foi também o triunfo da facção “moderna” dentro do Reichswehr, que favorecia uma ideologia de guerra total e queria que a Alemanha se tornasse uma ditadura que travaria uma guerra total contra as outras nações da Europa.
Durante a década de 1920, Schleicher ascendeu continuamente no Reichswehr, tornando-se o principal elo de ligação entre o exército e os funcionários civis do governo. Ele foi promovido a tenente-coronel em 1º de janeiro de 1924 e a coronel em 1926. Em 29 de janeiro de 1929, tornou-se Generalmajor. Em geral, Schleicher preferia operar nos bastidores, espalhando histórias em jornais amigáveis e contando com uma rede casual de informantes para descobrir o que outros departamentos governamentais estavam planejando. Após a hiperinflação de 1923, o Reichswehr assumiu grande parte da administração do país entre setembro de 1923 e fevereiro de 1924, tarefa na qual Schleicher desempenhou um papel proeminente.
A nomeação de Groener como Ministro da Defesa em janeiro de 1928 contribuiu muito para o avanço da carreira de Schleicher. Groener, que considerava Schleicher seu "filho adotivo", criou o Ministeramt (Escritório de Assuntos Ministeriais) para Schleicher em 1928. O novo escritório tratava oficialmente de todos os assuntos relativos às preocupações conjuntas do Exército e da Marinha, e tinha a tarefa de fazer a ligação entre os militares e outros departamentos, e entre os militares e os políticos. Como Schleicher interpretou esse mandato de forma muito ampla, o Ministeramt rapidamente se tornou o meio pelo qual o Reichswehr interferia na política. A criação do Ministeramt formalizou a posição de Schleicher como o principal fixador político do Reichswehr, uma função que existia informalmente desde 1918. Tornou-se Chef des Ministeramtes em 1 de fevereiro de 1929.
Tal como o seu patrono Groener, Schleicher ficou alarmado com os resultados das eleições para o Reichstag de 1928, nas quais os social-democratas (SPD) obtiveram a maior parte dos votos numa plataforma de desmantelamento do edifício do Panzerkreuzer A, o suposto navio líder do propôs a classe Deutschland de "navios de guerra de bolso" juntamente com todo o programa de construção de "navios de guerra de bolso". Schleicher opôs-se à perspectiva de uma "grande coligação" liderada por Hermann Müller, do SPD, e deixou claro que preferia que o SPD fosse excluído do poder, alegando que o seu antimilitarismo os desqualificava para o cargo. Tanto Groener como Schleicher decidiram, no rescaldo das eleições de 1928, pôr fim à democracia, uma vez que não se podia confiar o poder aos social-democratas. Groener dependia de Schleicher para conseguir a aprovação de orçamentos militares favoráveis. Schleicher justificou a confiança de Groener ao conseguir que o orçamento naval para 1928 fosse aprovado, apesar da oposição dos social-democratas. Schleicher preparou as declarações de Groener ao Gabinete e participou regularmente das reuniões do Gabinete. Acima de tudo, Schleicher conquistou o direito de informar o Presidente Hindenburg sobre questões políticas e militares.
Em 1929, Schleicher entrou em conflito com Werner von Blomberg, chefe do Truppenamt (o Estado-Maior disfarçado). Naquele ano, Schleicher iniciou uma política de "defesa de fronteira" (Grenzschutz), sob a qual o Reichswehr armazenaria armas em depósitos secretos e começaria a treinar voluntários, além dos limites impostos por Versalhes, nas partes orientais da Alemanha que enfrentavam a Polônia. Blomberg desejava estender o sistema até a fronteira francesa. Schleicher discordou, não querendo dar aos franceses nenhuma desculpa para atrasar a sua retirada de 1930 da Renânia. Blomberg perdeu a luta e foi rebaixado do comando do Truppenamt e enviado para comandar uma divisão na Prússia Oriental.

## Governo presidencial
No final de 1926 ou início de 1927, Schleicher disse a Hindenburg que se fosse impossível formar um governo liderado apenas pelo Partido Popular Nacional Alemão, então Hindenburg deveria "nomear um governo em que tivesse confiança, sem consultar os partidos ou prestar atenção aos seus deseja", e com "a ordem de dissolução em mãos, dar ao governo todas as oportunidades constitucionais para obter a maioria no Parlamento". Juntamente com o filho de Hindenburg, o major Oskar von Hindenburg, Otto Meißner e o general Wilhelm Groener, Schleicher foi um dos principais membros da Kamarilla que cercava o presidente von Hindenburg. Foi Schleicher quem teve a ideia de um governo presidencial baseado na chamada "fórmula 25/48/53", que se referia aos três artigos da Constituição de Weimar que poderiam tornar possível um governo presidencial:
- O Artigo 25 permitiu ao Presidente dissolver o Reichstag.
- O Artigo 48 permitia ao Presidente sancionar projetos de lei de emergência sem o consentimento do Reichstag. No entanto, o Reichstag poderia cancelar qualquer lei aprovada pelo Artigo 48 por maioria simples no prazo de sessenta dias após a sua aprovação.
- O Artigo 53 permitia ao Presidente nomear o Chanceler.

A ideia de Schleicher era fazer com que Hindenburg usasse os seus poderes ao abrigo do Artigo 53 para nomear um homem da escolha de Schleicher como Chanceler, que governaria de acordo com as disposições do Artigo 48. Caso o Reichstag ameaçasse anular quaisquer leis assim aprovadas, Hindenburg poderia contra-atacar com a ameaça de dissolução. Hindenburg não estava entusiasmado com esses planos, mas foi pressionado a aceitá-los por seu filho, Meißner, Groener e Schleicher.
Schleicher era conhecido por seu senso de humor, suas habilidades de conversação animada, sua inteligência afiada e seu hábito de abandonar seu sotaque aristocrático de classe alta para falar seu alemão com um sotaque salgado da classe trabalhadora de Berlim, cheio de frases picantes que muitos acharam charmosas ou vulgar.
Durante o inverno de 1929-1930, Schleicher minou o governo da "Grande Coalizão" de Hermann Müller por meio de várias intrigas, com o apoio de Groener e Hindenburg. Em janeiro de 1930, depois de receber o consentimento do líder do partido Zentrum, Heinrich Brüning, para chefiar um governo presidencial, Schleicher disse a Brüning que o "governo Hindenburg" deveria ser "antimarxista" e "antiparlamentar", e sob nenhuma condição foi os social-democratas pudessem ocupar cargos públicos, embora o SPD fosse o maior partido no Reichstag. Em março de 1930, o governo caiu e o primeiro governo presidencial liderado por Brüning assumiu o cargo. O historiador alemão Eberhard Kolb descreveu os governos presidenciais que começaram em março de 1930 como uma espécie de golpe de estado "rastejante", pelo qual o governo gradualmente se tornou cada vez mais autoritário e cada vez menos democrático, um processo que culminou com o regime nazista em 1933. O historiador britânico Edgar Feuchtwanger chamou o governo de Brüning de "ideia" de Schleicher.

### Função social do Exército

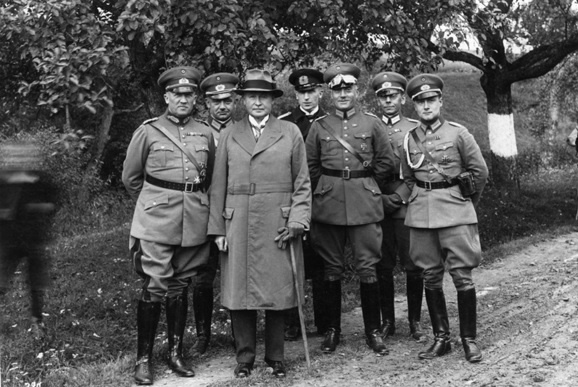
Schleicher (à esquerda) com Groener e outros oficiais em 1930

Embora essencialmente um autoritário prussiano, Schleicher também acreditava que o Exército tinha uma função social como instituição unificadora dos diversos elementos da sociedade. Ele também se opôs a políticas como a Ajuda Oriental (Osthilfe) para as propriedades falidas do Elbian Oriental de seus colegas Junkers.
Para contornar a Parte V do Tratado de Versalhes, que proibia o recrutamento, Schleicher contratou os serviços das SA e de outros paramilitares como o melhor substituto para o recrutamento. A partir de dezembro de 1930, Schleicher manteve contato secreto regular com Ernst Röhm, o líder das SA, que logo se tornou um de seus melhores amigos. Em 2 de janeiro de 1931, Schleicher mudou as regras do Ministério da Defesa para permitir que os nacional-socialistas servissem em depósitos e arsenais militares, embora não como oficiais, tropas de combate ou marinheiros. Antes de 1931, os militares eram estritamente proibidos de aderir a qualquer partido político, porque o Reichswehr deveria ser apolítico. Foram apenas os nacional-socialistas que foram autorizados a ingressar no Reichswehr na mudança de regras de Schleicher; se um membro do Reichswehr se filiasse a qualquer outro partido político, ele seria dispensado com desonra. Em março de 1931, sem o conhecimento de Groener ou Adolf Hitler, Schleicher e Röhm chegaram a um acordo secreto segundo o qual, no caso de uma guerra com a Polônia ou de um golpe comunista, ou ambos, as SA se mobilizariam e ficariam sob o comando dos oficiais do Reichswehr para fazer face à emergência nacional. A estreita amizade entre Schleicher e Röhm forneceria mais tarde, em 1934, uma base aparentemente factual à afirmação de Hitler de que Schleicher e Röhm estavam conspirando para derrubá-lo, justificando assim o assassinato de ambos.
Tal como o resto da liderança do Reichswehr, Schleicher via a democracia como um impedimento ao poder militar e estava convencido de que apenas uma ditadura poderia tornar a Alemanha novamente uma grande potência militar. O sonho de Schleicher era criar um Wehrstaat (Estado Militar), no qual os militares reorganizassem a sociedade alemã como parte dos preparativos para a guerra total que o Reichswehr desejava travar. A partir da segunda metade de 1931, Schleicher foi o principal defensor dentro do governo alemão do Zähmungskonzept (conceito de domesticação), onde os nazistas deveriam ser "domesticados" ao serem trazidos para o governo. Schleicher, militarista até a medula, admirava muito o militarismo dos nazistas; e o facto de Grenzschutz estar a funcionar bem, especialmente na Prússia Oriental, onde as SA serviam como uma milícia não oficial de apoio ao Reichswehr, era visto como um modelo para a futura cooperação Exército-Nazi.
Schleicher tornou-se uma figura importante nos bastidores do governo do gabinete presidencial de Heinrich Brüning entre 1930 e 1932, servindo como assessor do General Groener, o Ministro da Defesa. Eventualmente, Schleicher, que estabeleceu um relacionamento próximo com o Reichspräsident (Presidente do Reich) Paul von Hindenburg, entrou em conflito com Brüning e Groener e suas intrigas foram em grande parte responsáveis por sua queda em maio de 1932.

### Eleição presidencial de 1932

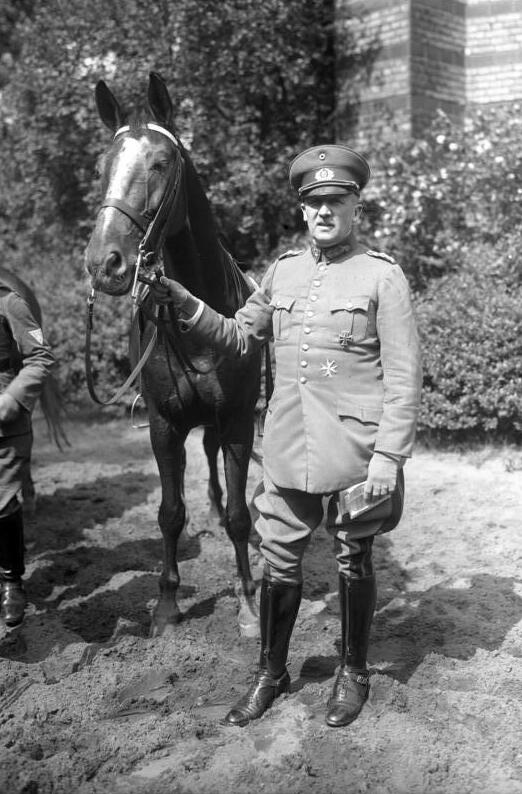
Schleicher antes de seu passeio matinal diário no Tiergarten, junho de 1932

Um dos assessores de Schleicher lembrou mais tarde que Schleicher via os nazistas como "uma reação essencialmente saudável do Volkskörper " e elogiou os nazistas como "o único partido que poderia atrair eleitores para longe da esquerda radical e já o tinha feito". Schleicher planejou garantir o apoio nazista para um novo governo presidencial de direita de sua criação, destruindo assim a democracia alemã. Schleicher esmagaria então os nazistas explorando rixas entre vários líderes nazistas e incorporando as SA ao Reichswehr. Durante este período, Schleicher tornou-se cada vez mais convencido de que a solução para todos os problemas da Alemanha era um “homem-forte” e que ele era esse homem forte.
Schleicher disse a Hindenburg que sua cansativa campanha de reeleição foi culpa de Brüning. Schleicher afirmou que Brüning poderia ter prorrogado o mandato de Hindenburg pelo Reichstag, mas optou por não fazê-lo para humilhar Hindenburg, fazendo-o aparecer no mesmo palco que os líderes social-democratas. Brüning baniu as SA e as SS em 13 de abril de 1932, alegando que eram as principais responsáveis pela onda de violência política que afligia a Alemanha. A proibição das SA e das SS provocou uma queda imediata e enorme na quantidade de violência política na Alemanha, mas ameaçou destruir a política de Schleicher de chegar aos nazis e, como resultado, Schleicher decidiu que tanto Brüning como Groener tinham de partir.
Em 16 de abril, Groener recebeu uma carta irada de Hindenburg exigindo saber por que o Reichsbanner, a ala paramilitar dos social-democratas, também não havia sido banido. Este foi especialmente o caso porque Hindenburg disse ter evidências sólidas de que o Reichsbanner estava planejando um golpe. A mesma carta do presidente vazou e apareceu naquele dia em todos os jornais de direita alemães. Groener descobriu que Eugen Ott, um protegido próximo de Schleicher, havia feito alegações de golpe social-democrata a Hindenburg e vazado a carta do presidente. O historiador britânico John Wheeler-Bennett escreveu que as evidências de um pretendido golpe do SPD eram, na melhor das hipóteses, "frágeis", e esta foi apenas a maneira de Schleicher de desacreditar Groener aos olhos de Hindenburg. Os amigos de Groener disseram-lhe que era impossível que Ott fabricasse alegações desse tipo ou vazasse a carta do presidente por conta própria, e que ele deveria demitir Schleicher imediatamente. Groener recusou-se a acreditar que seu velho amigo o havia atacado e recusou-se a demitir Schleicher.
Ao mesmo tempo, Schleicher iniciou rumores de que o General Groener era um social-democrata secreto e argumentou que, como a filha de Groener nasceu menos de nove meses após seu casamento, Groener não estava apto para ocupar o cargo.  Em 8 de maio de 1932, em troca da promessa de dissolver o Reichstag e levantar a proibição das SA e das SS, Schleicher recebeu de Hitler a promessa de apoiar um novo governo.  Depois de Groener ter sido atacado num debate no Reichstag com os nazis sobre o alegado golpe social-democrata e a falta de crença de Groener nele, Schleicher disse ao seu mentor que "já não gozava da confiança do Exército" e devia demitir-se imediatamente. Quando Groener apelou para Hindenburg, o presidente apoiou Schleicher e disse a Groener que renunciasse. Com isso, Groener renunciou ao cargo de Ministro da Defesa e do Interior.

### O governo Papen
Em 30 de maio de 1932, as intrigas de Schleicher deram frutos quando Hindenburg demitiu Brüning do cargo de chanceler e nomeou Franz von Papen como seu sucessor. Feuchtwanger chamou Schleicher de "principal puxador de fios" por trás da queda de Brüning.
Schleicher escolheu Papen, que era desconhecido do público alemão, como novo chanceler porque acreditava que poderia controlar Papen nos bastidores. Kolb escreveu sobre o "papel fundamental" de Schleicher na queda não apenas de Brüning, mas também da República de Weimar, pois, ao derrubar Brüning, Schleicher desencadeou involuntariamente uma série de eventos que levariam diretamente ao Terceiro Reich.
O exemplo de Schleicher na derrubada do governo Brüning levou a uma politização mais aberta do Reichswehr. A partir da primavera de 1932, oficiais como Werner von Blomberg e Walther von Reichenau iniciaram conversações por conta própria com o NSDAP. O exemplo de Schleicher serviu na verdade para minar o seu próprio poder, uma vez que, em parte, o seu poder sempre se baseou no facto de ele ser o único general a quem era permitido falar com os políticos.

### Ministro da Defesa

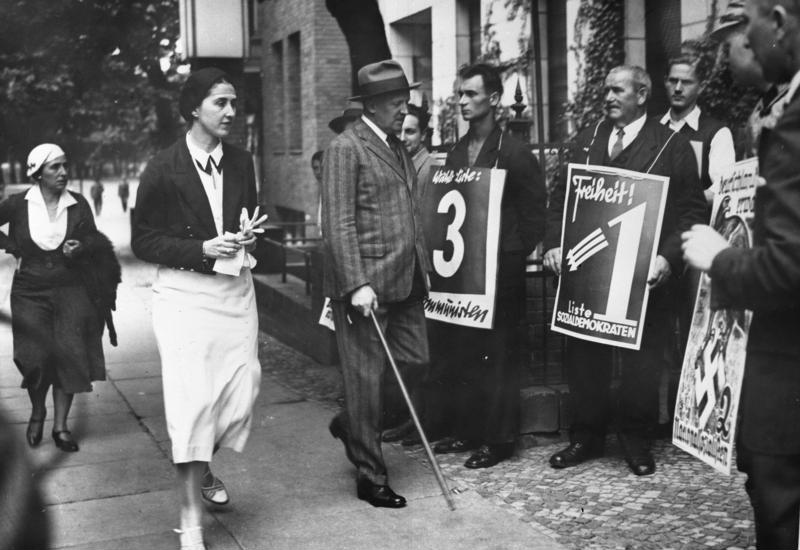
Schleicher com sua esposa Elisabeth durante as eleições para o Reichstag em 31 de julho de 1932

O novo Chanceler, Von Papen, em troca nomeou Schleicher como Ministro da Defesa, que agora se tornou General der Infanterie. Schleicher havia selecionado pessoalmente todo o gabinete antes mesmo de abordar Papen com a oferta para ser chanceler. O primeiro ato do novo governo foi dissolver o Reichstag de acordo com o "acordo de cavalheiros" de Schleicher com Hitler em 4 de junho de 1932. Em 15 de Junho de 1932, o novo governo levantou a proibição imposta às SA e às SS, que foram secretamente encorajadas a praticar tanta violência quanto possível, tanto para desacreditar a democracia como para fornecer um pretexto para o novo regime autoritário que Schleicher estava a trabalhar para criar.

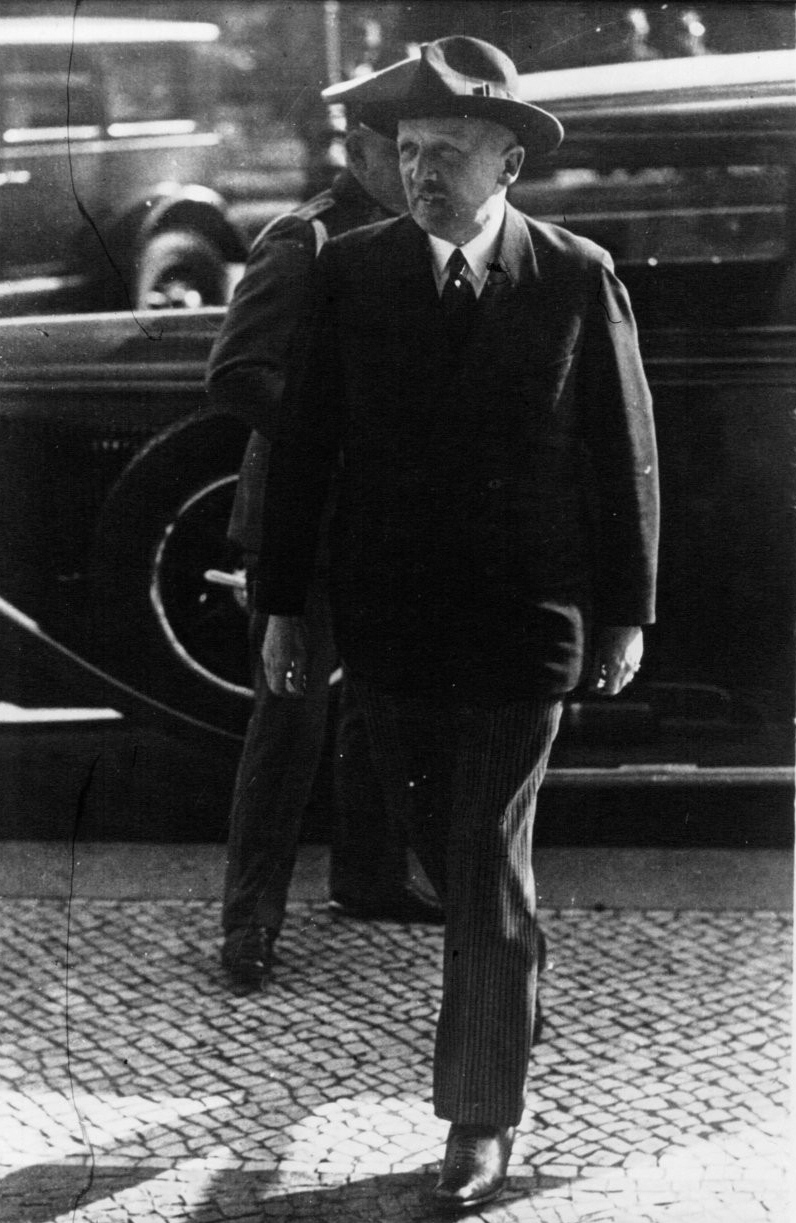
Ministro da Defesa Schleicher chegando para a sessão do Reichstag de 12 de setembro de 1932

Além de ordenar novas eleições para o Reichstag, Schleicher e Papen trabalharam juntos para minar o governo social-democrata da Prússia liderado por Otto Braun. Schleicher fabricou provas de que a polícia prussiana, sob as ordens de Braun, estava a favorecer a Rotfrontkämpferbund comunista em confrontos de rua com as SA, que utilizou para obter um decreto de emergência de Hindenburg impondo o controlo do Reich à Prússia. Para facilitar os seus planos de golpe contra o governo prussiano e para evitar o perigo de uma greve geral que derrotou o Kapp-Putsch de 1920, Schleicher teve uma série de reuniões secretas com líderes sindicais, durante as quais lhes prometeu um papel de liderança na o novo sistema político autoritário que estava a construir, em troca do qual recebeu a promessa de que não haveria greve geral em apoio a Braun.
No "Estupro da Prússia" em 20 de julho de 1932, Schleicher proclamou a lei marcial e convocou o Reichswehr sob o comando de Gerd von Rundstedt para derrubar o governo prussiano eleito, o que foi conseguido sem que um tiro fosse disparado. Usando o Artigo 48, Hindenburg nomeou Papen Comissário do Reich da Prússia. Para ajudar com conselhos para o novo regime que planejava criar, no verão de 1932 Schleicher contratou os serviços de um grupo de intelectuais de direita conhecido como Tatkreis, e através deles conheceu Gregor Strasser.

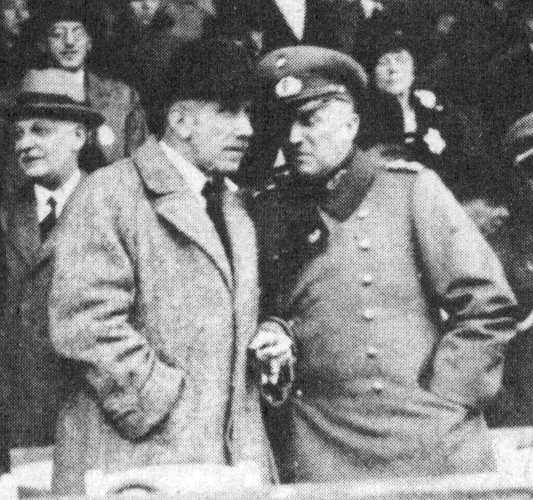
Schleicher (à direita) com Papen

Nas eleições para o Reichstag de 31 de julho de 1932, o NSDAP tornou-se o maior partido, como esperado. Em agosto de 1932, Hitler renegou o "acordo de cavalheiros" que fez com Schleicher naquele mês de maio e, em vez de apoiar o governo Papen, exigiu a chancelaria para si. Schleicher estava disposto a aceitar a exigência de Hitler, mas Hindenburg recusou, impedindo Hitler de receber a chancelaria em agosto de 1932. A influência de Schleicher com Hindenburg começou a diminuir. O próprio Papen ficou muito ofendido com a forma como Schleicher estava preparado para abandoná-lo casualmente.
Em 12 de setembro de 1932, o governo de Papen foi derrotado por uma moção de censura no Reichstag, momento em que o Reichstag foi novamente dissolvido. Nas eleições de 6 de novembro de 1932, o NSDAP perdeu assentos, mas continuou a ser o maior partido. No início de novembro, Papen mostrou-se mais assertivo do que Schleicher esperava; isso levou a uma divisão crescente entre os dois. Schleicher derrubou o governo de Papen em 3 de dezembro de 1932, quando Papen disse ao Gabinete que desejava declarar a lei marcial em vez de perder prestígio após outra moção de censura. Schleicher divulgou os resultados de um jogo de guerra que mostrou que se a lei marcial fosse declarada, o Reichswehr não seria capaz de derrotar os vários grupos paramilitares. Com a opção da lei marcial agora fora de questão, Papen foi forçado a renunciar e Schleicher tornou-se chanceler. Este estudo dos jogos de guerra, que foi feito e apresentado ao Gabinete por um dos assessores próximos de Schleicher, General Eugen Ott, foi fraudado com o objetivo de forçar Papen a renunciar. Papen ficou consumido pelo ódio contra seu ex-amigo que o forçou a deixar o cargo.

### Chancelaria

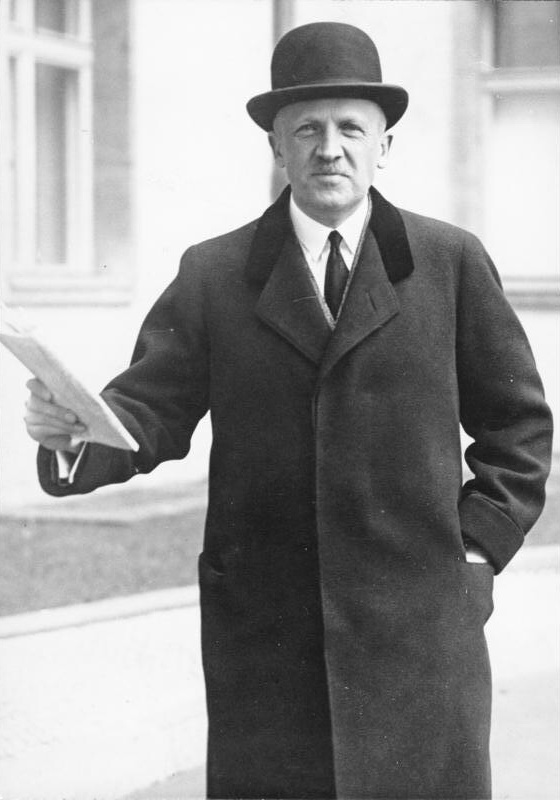
Schleicher em 3 de dezembro de 1932, logo após sua nomeação como Chanceler por Hindenburg

Schleicher esperava alcançar a maioria no Reichstag ganhando o apoio dos nazistas para o seu governo. Em meados de Dezembro de 1932, Schleicher disse numa reunião de altos líderes militares que o colapso do movimento nazi não era do interesse do Estado alemão. No final de 1932, o NSDAP estava a ficar sem dinheiro, cada vez mais sujeito a lutas internas e foi desencorajado pelas eleições para o Reichstag em Novembro de 1932, onde o partido perdeu votos. Schleicher considerou que o NSDAP teria, mais cedo ou mais tarde, de apoiar o seu governo porque só ele poderia oferecer o poder aos nazis, caso contrário o NSDAP continuaria a desintegrar-se.
Para obter o apoio nazista e ao mesmo tempo manter-se como chanceler, Schleicher falou em formar uma chamada Querfront ("frente cruzada"), por meio da qual unificaria os interesses especiais rebeldes da Alemanha em torno de um regime não parlamentar, autoritário, mas participativo, como forma de forçar os nazistas para apoiar seu governo. Esperava-se que, diante da ameaça do Querfront, Hitler recuasse em sua exigência de chancelaria e, em vez disso, apoiasse o governo de Schleicher. Schleicher nunca levou a sério a criação de um Querfront ; ele pretendia que fosse um blefe obrigar o NSDAP a apoiar o novo governo. Como parte de sua tentativa de pressionar Hitler a apoiar seu governo, Schleicher tentou fundar o Querfront, alcançando os sindicatos sociais-democratas, os sindicatos cristãos e o ramo economicamente de esquerda do Partido Nazista, liderado por Gregor Strasser.
Em 4 de dezembro de 1932, Schleicher encontrou-se com Strasser e ofereceu-se para restaurar o governo prussiano do controle do Reich e fazer de Strasser o novo Ministro-Presidente da Prússia. A esperança de Schleicher era que a ameaça de uma divisão dentro do Partido Nazista, com Strasser liderando a sua facção para fora do partido, forçaria Hitler a apoiar o novo governo. A política de Schleicher falhou quando Hitler isolou Strasser no partido.
Uma das principais iniciativas do governo Schleicher foi um programa de obras públicas destinado a combater os efeitos da Grande Depressão, liderado por Günther Gereke, a quem Schleicher nomeou comissário especial para o emprego. Os vários projectos de obras públicas – que deveriam dar emprego a 2 milhões de alemães desempregados até Julho de 1933 e são muitas vezes erroneamente atribuídos a Hitler – foram obra do governo Schleicher, que aprovou a legislação necessária em Janeiro.
As relações de Schleicher com seu gabinete eram ruins por causa dos modos secretos de Schleicher e do desprezo aberto por seus ministros. Com duas exceções, Schleicher manteve todo o gabinete de Papen, o que significou que grande parte da impopularidade do governo Papen foi herdada pelo governo de Schleicher. Pouco depois de Schleicher se tornar chanceler, ele contou uma piada às custas do major Oskar von Hindenburg, o que ofendeu muito o jovem Hindenburg e reduziu o acesso de Schleicher ao presidente. Papen, por outro lado, conseguiu manter excelentes relações com os dois Hindenburgs.
Em relação às tarifas, Schleicher recusou-se a tomar uma posição firme. A falta de política tarifária de Schleicher prejudicou gravemente seu governo quando, em 11 de janeiro de 1933, os líderes da Liga Agrícola lançaram um ataque violento contra Schleicher na frente de Hindenburg. Os líderes da Liga Agrícola atacaram Schleicher por não ter cumprido a sua promessa de aumentar as tarifas sobre as importações de alimentos e por ter permitido caducar uma lei do governo de Papen que dava aos agricultores um período de carência para a execução hipotecária caso não pagassem as suas dívidas. Hindenburg forçou Schleicher a aceder a todas as exigências da Liga.
Na política externa, o principal interesse de Schleicher era ganhar a Gleichberechtigung ("igualdade de status") na Conferência Mundial de Desarmamento, que acabaria com a Parte V do Tratado de Versalhes que havia desarmado a Alemanha. Schleicher fez questão de cultivar o embaixador francês André François-Poncet e de sublinhar a sua preocupação em melhorar as relações franco-alemãs. Isto ocorreu em parte porque Schleicher queria garantir a aceitação francesa da Gleichberechtigung, a fim de permitir que a Alemanha se rearmasse sem medo de uma "guerra preventiva" francesa. Ele também acreditava que a melhoria das relações Berlim-Paris levaria os franceses a revogar a aliança franco-polaca de 1921, o que permitiria à Alemanha dividir a Polónia com a União Soviética sem ter de entrar em guerra com a França. Num discurso perante um grupo de jornalistas alemães em 13 de Janeiro de 1933, Schleicher proclamou que com base na aceitação "em princípio" da Gleichberechtigung pelas outras potências na Conferência Mundial de Desarmamento em Dezembro de 1932, ele planeava ter, o mais tardar na Primavera, de 1934, um regresso ao recrutamento e que a Alemanha tivesse todas as armas proibidas por Versalhes.

### Passo em falso político
Em 20 de janeiro de 1933, Schleicher perdeu uma de suas melhores chances de salvar seu governo. Wilhelm Frick - que estava encarregado da delegação nazista do Reichstag quando Hermann Göring não estava presente - sugeriu ao comitê de agenda do Reichstag que o Reichstag entrasse em recesso até que o próximo orçamento pudesse ser apresentado, o que seria em algum momento da primavera. Se isto tivesse acontecido, quando o recesso terminasse, Schleicher estaria a colher os benefícios dos projectos de obras públicas que o seu governo tinha iniciado em Janeiro, e as lutas internas dentro do NSDAP teriam piorado. Schleicher fez com que seu Chefe de Gabinete, Erwin Planck, dissesse ao Reichstag que o governo queria que o recesso fosse o mais curto possível, o que levou o recesso a ser estendido apenas até 31 de janeiro, já que Schleicher acreditava erroneamente que o Reichstag não ousaria apresentar uma moção. de desconfiança contra ele, pois isso significaria outra eleição.
O deposto Papen agora tinha os ouvidos de Hindenburg e usou sua posição para aconselhar o presidente a demitir Schleicher na primeira oportunidade. Papen instava o idoso Presidente a nomear Hitler como Chanceler numa coligação com o Nacionalista Deutschnationale Volkspartei (Partido Popular Nacional Alemão; DNVP) que, juntamente com Papen, supostamente trabalharia para controlar Hitler. Papen manteve reuniões secretas com Hitler e Hindenburg, que então recusaram o pedido de Schleicher de poderes de emergência e outra dissolução do Reichstag. Schleicher recusou-se durante muito tempo a levar a sério a possibilidade de Papen estar trabalhando para derrubá-lo.
A consequência da promoção da ideia de um governo presidencial onde tudo dependia dos caprichos do Presidente Hindenburg, com o Reichstag enfraquecido, significou que quando Hindenburg decidiu contra Schleicher, este último estava numa posição política extremamente fraca. Em janeiro de 1933, a reputação de Schleicher como destruidor de governos, como um homem que ficava tão feliz em intrigar tanto seus amigos quanto seus inimigos, e como um homem que traiu todos que confiaram nele, significava que ele era universalmente desconfiado e odiado por todos. facções, o que enfraqueceu ainda mais suas tentativas de permanecer no poder.
Em 28 de janeiro de 1933, Schleicher disse ao seu gabinete que precisava de um decreto do presidente para dissolver o Reichstag, caso contrário, o seu governo provavelmente seria derrotado num voto de desconfiança quando o Reichstag se reunisse novamente em 31 de janeiro. Schleicher foi então ver Hindenburg para pedir o decreto de dissolução, mas foi recusado. Ao retornar para se reunir com o Gabinete, Schleicher anunciou sua intenção de renunciar e assinou um decreto permitindo que 500 milhões de Reichsmarks fossem gastos em projetos de obras públicas. Schleicher pensava que o seu sucessor seria Papen e, como tal, foi para bloquear esse evento que Schleicher dedicou a sua energia.
Em 29 de janeiro, Werner von Blomberg foi empossado por Hindenburg como Ministro da Defesa prontamente e de maneira ilegal, porque no final de janeiro de 1933 circulavam em Berlim rumores selvagens e falsos de que Schleicher estava planejando encenar um golpe.
Os militares, que até então tinham sido o mais forte bastião de apoio de Schleicher, agora retiraram subitamente o seu apoio, vendo os nazis e não Schleicher como os únicos que poderiam mobilizar o apoio popular para um Wehrstaat (Estado de Defesa). No final de janeiro de 1933, a maioria dos oficiais superiores do Exército avisava Hindenburg que Schleicher precisava partir.

### Apoio à Chancelaria de Hitler

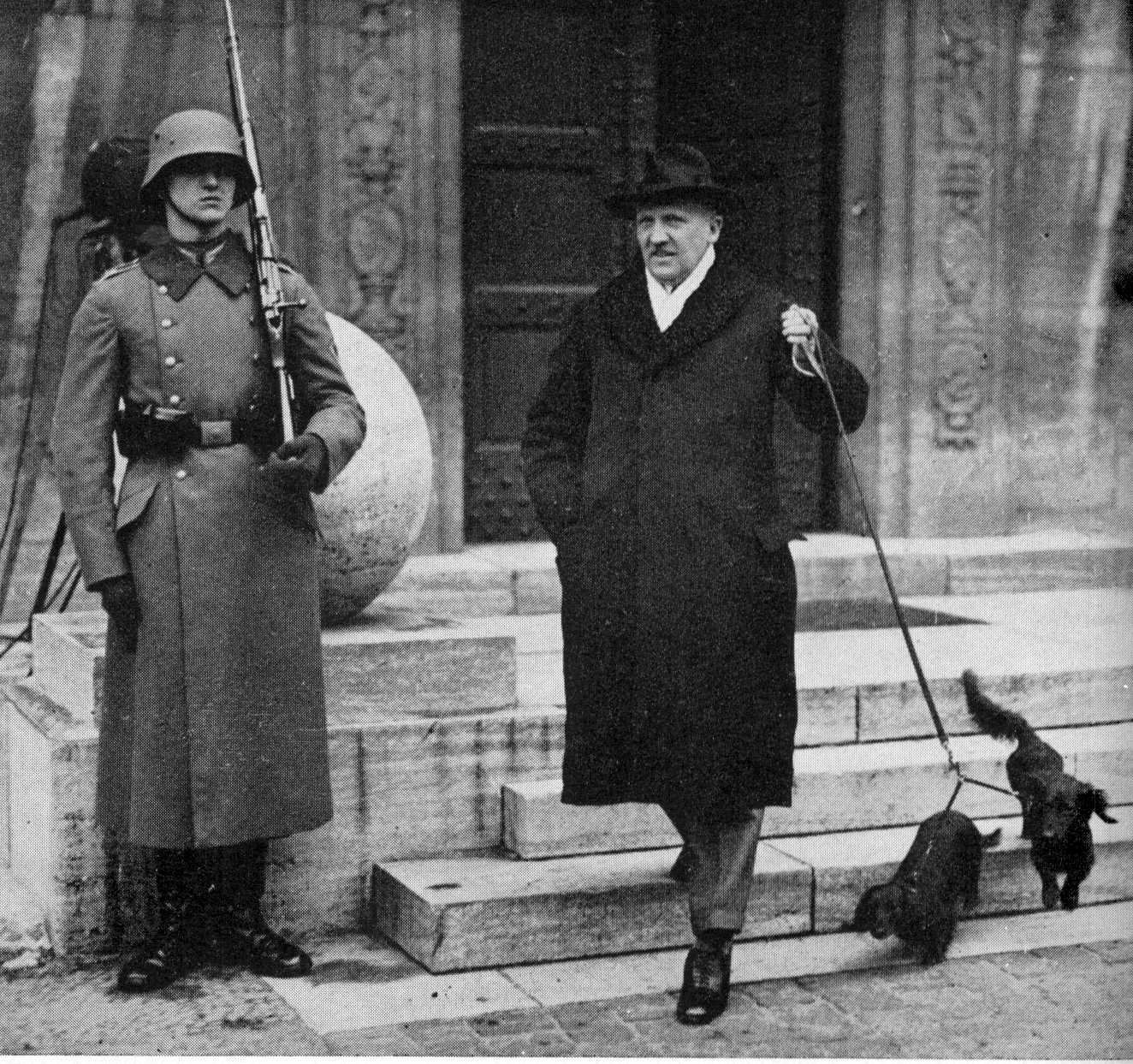
Schleicher em fevereiro de 1933

Nesse mesmo dia, Schleicher, sabendo que o seu governo estava prestes a cair, e temendo que o seu rival Papen conseguisse a Chancelaria, começou a favorecer uma Chancelaria de Hitler. Sabendo do ódio agora ilimitado de Papen por ele, Schleicher sabia que não tinha hipóteses de se tornar Ministro da Defesa num novo governo de Papen, mas sentia que as suas hipóteses de se tornar Ministro da Defesa num governo de Hitler eram muito boas.
Hitler estava inicialmente disposto a apoiar Schleicher como Ministro da Defesa, mas uma reunião com o associado de Schleicher, Werner von Alvensleben, convenceu Hitler de que Schleicher estava prestes a lançar um golpe para mantê-lo fora do poder. Num clima de crise, com rumores de que Schleicher estava a transferir tropas para Berlim para depor Hindenburg, Papen convenceu o presidente a nomear Hitler como chanceler no dia seguinte. O presidente demitiu Schleicher, chamando Hitler ao poder em 30 de janeiro de 1933. Nos meses seguintes, os nazistas emitiram o Decreto de Incêndio do Reichstag e a Lei de Concessão, transformando a Alemanha numa ditadura.

## Assassinato

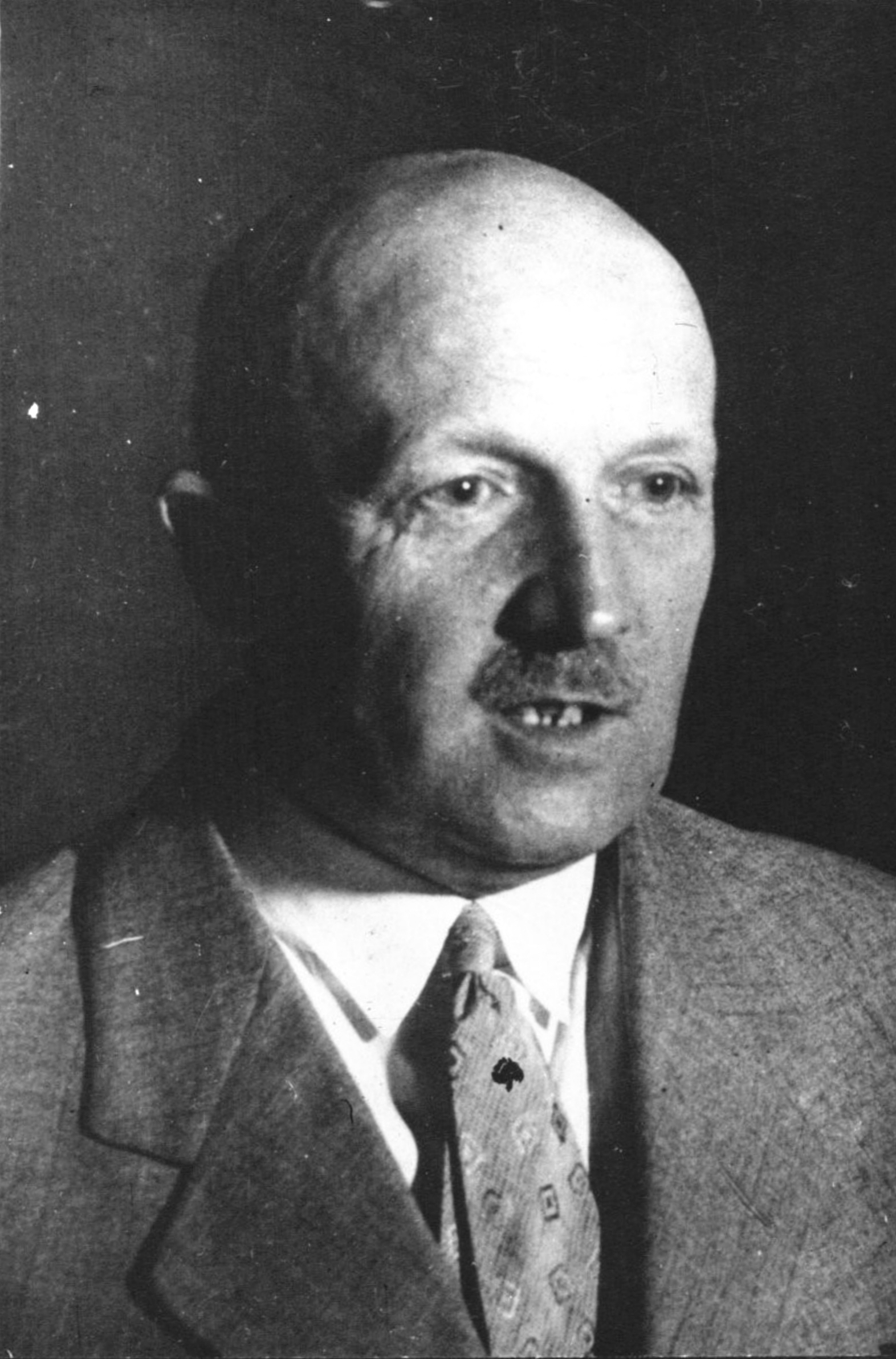
Schleicher em 1933

O sucessor de Schleicher como Ministro da Defesa foi seu arquiinimigo Werner von Blomberg. Um dos primeiros atos de Blomberg como Ministro da Defesa foi realizar um expurgo dos oficiais associados a Schleicher. Blomberg demitiu Ferdinand von Bredow do cargo de chefe do Ministeramt e o substituiu pelo general Walter von Reichenau, Eugen Ott foi demitido do cargo de chefe do Wehramt e exilado no Japão como adido militar, e o general Wilhelm Adam foi demitido do cargo de chefe do Truppenamt (o disfarçado Estado-Maior) e substituído por Ludwig Beck. O Comandante-em-Chefe do Exército e associado próximo de Schleicher, General Kurt von Hammerstein-Equord, renunciou em desespero em fevereiro de 1934, pois seus poderes haviam se tornado mais nominais do que reais. Com a renúncia de Hammerstein, toda a facção Schleicher que dominava o Exército desde 1926 foi removida de seus cargos no Alto Comando e, assim, destruiu qualquer fonte de poder remanescente para Schleicher.
Na primavera de 1934, ao saber da crescente divergência entre Ernst Röhm e Hitler sobre o papel das SA no estado nazista, Schleicher começou a fazer política novamente. Schleicher criticou o atual gabinete de Hitler, enquanto alguns dos seguidores de Schleicher - como o general Ferdinand von Bredow e Werner von Alvensleben - começaram a repassar listas de um novo gabinete de Hitler no qual Schleicher se tornaria vice-chanceler, Röhm ministro da defesa, Brüning ministro das Relações Exteriores e Strasser ministro da economia nacional. Schleicher acreditava que, como general do Reichswehr e amigo próximo de Röhm, ele poderia mediar com sucesso a disputa entre Röhm e os militares sobre as exigências de Röhm de que as SA absorvessem o Reichswehr e que, como tal, Hitler demitiria Blomberg e lhe devolveria seu antigo cargo como Ministro da Defesa.

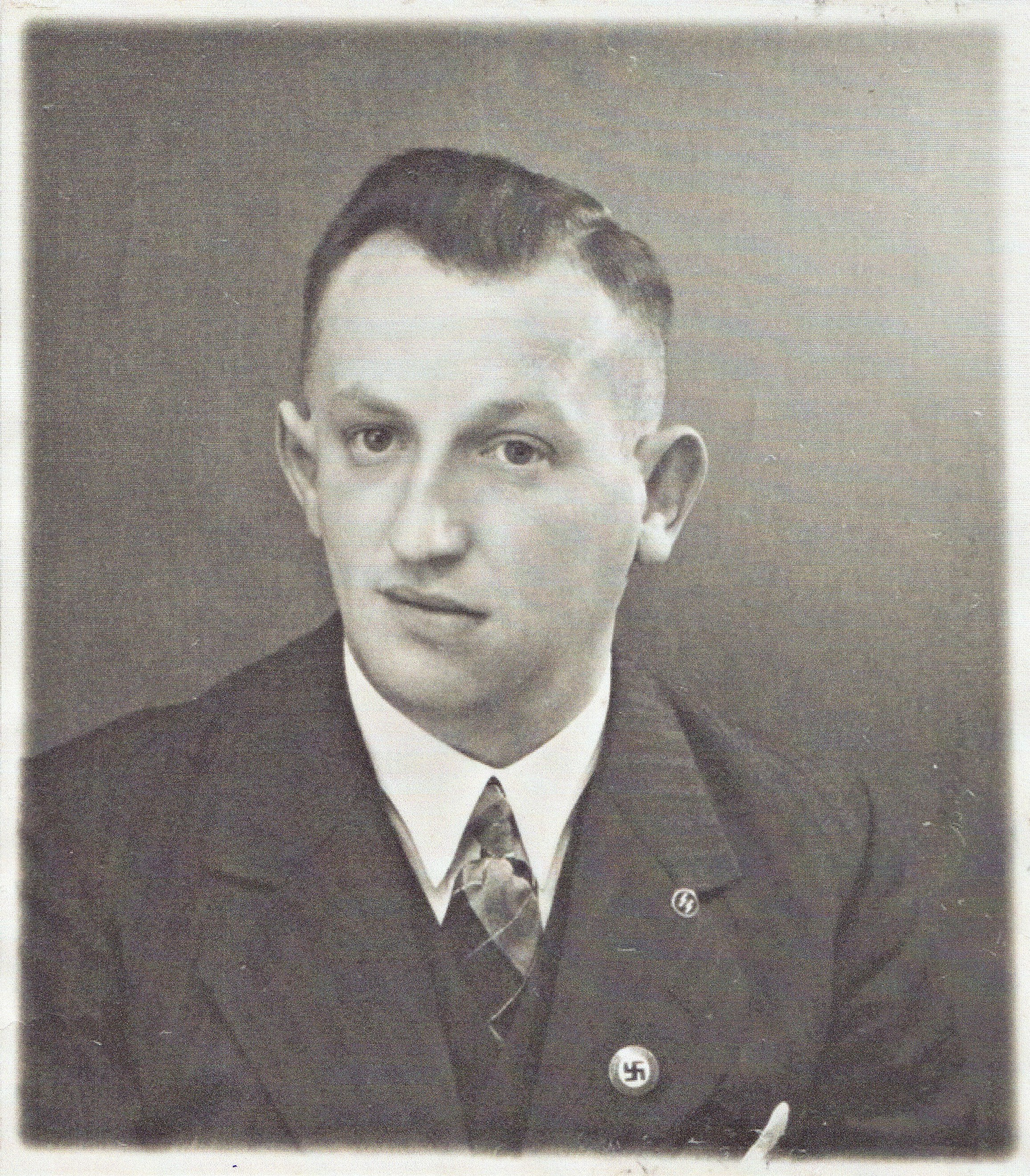
Johannes Schmidt, considerado o homem que executou o assassinato de Schleicher

Hitler já considerava Schleicher um alvo de assassinato há algum tempo. Quando ocorreu a Noite das Facas Longas, de 30 de junho a 2 de julho de 1934, Schleicher foi uma das principais vítimas. Por volta das 10h30 do dia 30 de junho de 1934, um grupo de homens vestindo sobretudos e chapéus de feltro saiu de um carro estacionado na rua em frente à villa de Schleicher (Griebnitzstraße 4, Neubabelsberg perto de Potsdam) e caminhou até a casa de Schleicher. Enquanto Schleicher falava ao telefone, ele ouviu alguém batendo em sua porta e desligou o telefone. As últimas palavras de Schleicher, ouvidas por seu amigo ao telefone, foram "Jawohl, ich bin General von Schleicher" ("Sim, sou o General von Schleicher"), seguidas de dois tiros. Ao ouvir os tiros, sua esposa Elisabeth von Schleicher correu para o saguão da frente, onde também foi baleada. Schleicher morreu no local, enquanto sua esposa sucumbiu aos ferimentos a caminho do hospital, sem nunca recuperar a consciência.

### Funeral

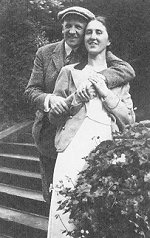
Schleicher com sua esposa Elisabeth em 1931

Em seu funeral, von Hammerstein, amigo de Schleicher, ficou ofendido quando as SS se recusaram a permitir que ele comparecesse ao serviço religioso e confiscaram coroas de flores que os enlutados haviam trazido. Hammerstein e Generalfeldmarschall August von Mackensen começaram a tentar reabilitar Schleicher. O exército de alguma forma obteve o arquivo de Schleicher das SS. Mackensen liderou uma reunião de 400 oficiais que brindaram a Schleicher e inseriram seus nomes e os de Bredow no quadro de honra do regimento.
No seu discurso no Reichstag, em 13 de julho, justificando as suas ações, Hitler denunciou Schleicher por conspirar com Röhm para derrubar o governo. Hitler alegou que tanto Schleicher quanto Röhm eram traidores que trabalhavam pagos pela França. Como Schleicher tinha sido um bom amigo de André François-Poncet, e devido à sua reputação de intrigante, a alegação de que Schleicher estava trabalhando para a França tinha plausibilidade superficial suficiente para que a maioria dos alemães a aceitasse, embora na verdade não fosse verdade. A falsidade das afirmações de Hitler podia ser vista no facto de François-Poncet não ter sido declarado persona non grata, como normalmente aconteceria se um embaixador fosse apanhado envolvido num plano de golpe de Estado contra o governo anfitrião. François-Poncet permaneceu como embaixador francês em Berlim até outubro de 1938, o que é incompatível com a afirmação de Hitler de que o francês estava envolvido numa conspiração para derrubá-lo. 
O apoio do exército para limpar a reputação de Schleicher foi eficaz.  No final de 1934 e início de 1935, Werner von Fritsch e Werner von Blomberg, a quem Hammerstein havia envergonhado para se juntar à sua campanha, pressionaram com sucesso Hitler para reabilitar o General von Schleicher, alegando que, como oficiais, não suportariam os ataques da imprensa a Schleicher, que o retratavam como um traidor trabalhando para a França. Num discurso proferido em 3 de janeiro de 1935 na Ópera Estatal de Berlim, Hitler afirmou que Schleicher havia sido baleado "por engano", que seu assassinato havia sido ordenado com base em informações falsas e que o nome de Schleicher deveria ser restaurado à honra. rolo de seu regimento.
As observações sobre a reabilitação de Schleicher não foram publicadas na imprensa alemã, embora o Generalfeldmarschall von Mackensen tenha anunciado a reabilitação de Schleicher numa reunião pública de oficiais do Estado-Maior em 28 de fevereiro de 1935. No que diz respeito ao Exército, a questão do assassinato de Schleicher foi resolvida. Os nazistas continuaram a acusar Schleicher de alta traição em particular. Hermann Göring disse a Jan Szembek durante uma visita a Varsóvia em janeiro de 1935 que Schleicher havia instado Hitler em janeiro de 1933 a chegar a um entendimento com a França e a União Soviética, e dividir a Polônia com esta última, razão pela qual Hitler mandou assassinar Schleicher. Hitler disse ao embaixador polaco Józef Lipski, em 22 de maio de 1935, que Schleicher foi "assassinado por direito, mesmo porque tinha procurado manter o Tratado Rapallo".
Ao saber do assassinato, o ex-imperador alemão Guilherme II, que vivia exilado na Holanda, comentou: "Deixamos de viver sob o Estado de Direito e todos devem estar preparados para a possibilidade de os nazistas forçarem a sua entrada e colocarem eles contra a parede!"

### Leitura Adicional

#### Estudos acadêmicos em inglês
- Bitter, Lt-Col Alexander B. Kurt Von Schleicher—The Soldier And Politics In The Run-Up To National Socialism: A Case Study Of Civil-Military Relations (2015). online
- Evans, Richard J. The Coming of the Third Reich (2004). online
- Fay, Sidney B. "Von Schleicher as German Chancellor." Current History 37.5 (1933): 616–619. online

- Jones, Larry Eugene. "Franz von Papen, the German Center Party, and the Failure of Catholic Conservatism in the Weimar Republic." Central European History 38.2 (2005): 191–217. online
- Jones, Larry Eugene. "From Democracy to Dictatorship: The Fall of Weimar and the Triumph of Nazism, 1930–1933." in The Oxford Handbook of the Weimar Republic (2022) pp 95–108. excerpt

#### Biografia
- Plehwe, Friedrich-Karl: Reichskanzler Kurt von Schleicher. Weimars letzte Chance gegen Hitler. Bechtle, Esslingen 1983, ISBN 3-7628-0425-7, (Taschenbuch Ullstein, Berlin 1990, ISBN 3-548-33122-X).

#### Biografias curtas
- Braun, Bernd: Die Reichskanzler der Weimarer Republik. Zwölf Lebensläufe in Bildern. Düsseldorf, 2011, ISBN 978-3-7700-5308-7, p. 440–473.
- Pyta, Wolfram, ed. (2007). «Schleicher, Kurt von». Neue Deutsche Biographie (NDB) (em alemão). 23. 2007. Berlim: Duncker & Humblot. pp. 50–52.

#### Estudos sobre o papel de Schleicher na política
- Graml, Hermann: Zwischen Stresemann und Hitler. Die Außenpolitik der Präsidialkabinette Brüning, Papen und Schleicher, 2001.
- Pyta, Wolfram: Verfassungsumbau, Staatsnotstand und Querfront. In: Ders.: Gestaltungskraft des Politischen. 1998, p. 173–197.
- Strenge, Irene: Kurt von Schleicher. Politik im Reichswehrministerium am Ende der Weimarer Republik. Duncker und Humblot, Berlin 2006, ISBN 3-428-12112-0
- R Barth and H Friederichs The Gravediggers - the last winter of the Weimar Republic. Profile Books Ltd, ((ISBN 978 1 78816 072 8))

#### Obras sobre o assassinato do casal Schleicher
- Orth, Rainer: Der SD-Mann Johannes Schmidt. Der Mörder des Reichskanzlers Kurt von Schleicher? Tectum, Marburg 2012; ISBN 978-3-8288-2872-8.